# Lens, Belgien
Lens är en kommun i Belgien.   Den ligger i provinsen Hainaut och regionen Vallonien, i den centrala delen av landet, 50 km sydväst om huvudstaden Bryssel. Antalet invånare är 4 271.
Trakten runt Lens består till största delen av jordbruksmark. Runt Lens är det ganska tätbefolkat, med 86 invånare per kvadratkilometer.